# Nososticta
Nososticta är ett släkte av trollsländor. Nososticta ingår i familjen Protoneuridae.

## Dottertaxa tillNososticta, i alfabetisk ordning[1]
- Nososticta acudens
- Nososticta africana
- Nososticta astrolabica
- Nososticta atrocyana
- Nososticta aurantiaca
- Nososticta baroalba
- Nososticta beatrix
- Nososticta callisphaena
- Nososticta chalybeostoma
- Nososticta circumscripta
- Nososticta coelestina
- Nososticta commutata
- Nososticta conifera
- Nososticta cyanura
- Nososticta diadesma
- Nososticta dorsonigra
- Nososticta egreria
- Nososticta emphyla
- Nososticta erythroprocta
- Nososticta erythrura
- Nososticta evelynae
- Nososticta exul
- Nososticta finisterrae
- Nososticta flavipennis
- Nososticta fonticola
- Nososticta fraterna
- Nososticta hiroakii
- Nososticta insignis
- Nososticta irene
- Nososticta kalumburu
- Nososticta koolpinyah
- Nososticta koongarra
- Nososticta liveringa
- Nososticta lorentzi
- Nososticta marina
- Nososticta melanoxantha
- Nososticta moluccensis
- Nososticta mouldsi
- Nososticta nigrifrons
- Nososticta nigrofasciata
- Nososticta phoenissa
- Nososticta pilbara
- Nososticta plagiata
- Nososticta plagioxantha
- Nososticta pseudexul
- Nososticta pyroprocta
- Nososticta rangifera
- Nososticta rosea
- Nososticta salomonis
- Nososticta selysii
- Nososticta silvicola
- Nososticta smilodon
- Nososticta solida
- Nososticta solitaris
- Nososticta taracumbi
- Nososticta thalassina
- Nososticta wallacii
- Nososticta xanthe